# Croissy-sur-Seine
Pour les articles homonymes, voir Croissy.
Croissy-sur-Seine est une commune française du département des Yvelines, dans la région Île-de-France.
Ses habitants sont appelés les Croissillons.

## Géographie

Localisation de Croissy-sur-Seine dans les Yvelines.

### Situation
La commune de Croissy-sur-Seine se trouve dans le nord-est du département des Yvelines, à onze kilomètres environ à l'ouest de Paris, à six kilomètres environ au sud-est de Saint-Germain-en-Laye, sous-préfecture, et à dix kilomètres environ au nord de Versailles, préfecture du département.
C'est une commune riveraine de la Seine située dans une boucle de la Seine, dans la convexité du méandre, sur la rive droite du fleuve. La commune est située partiellement en zone inondable.
Le territoire communal s'étend sur des sédiments alluviaux, sans relief marqué, s'étageant de 35 à 30 mètres d'altitude du nord-est vers le sud-ouest. C'est un territoire fortement urbanisé (environ les trois-quarts). Il englobe la partie amont de l'île de la Chaussée.
Les communes limitrophes sont Chatou au nord, Rueil-Malmaison à l'est, Bougival au sud, Louveciennes et Le Port-Marly au sud-ouest (ces trois dernières communes se situant sur la rive gauche de la Seine), Le Pecq au nord-ouest et Le Vésinet au nord.

### Hydrographie
Croissy-sur-Seine appartient au bassin versant de la Seine. Le territoire communal longe la rive droite du fleuve sur environ cinq kilomètres.
De ce fait la commune est concernée par les risques d'inondations liés aux crues de la Seine dans la frange sud du territoire, le long de la Seine, sur une largeur de 200 à 300 mètres environ.
Dans le cadre du « plan de prévention des risques d’inondation (PPRI) de la vallée de la Seine et de l'Oise, les zones inondables ont été classées en zone marron, rouge clair, bleue et verte, selon l'importance de l'exposition aux risques d'inondation. La zone marron concerne les berges de la Seine sur une largeur d'environ 25 mètres, où il s'agit de préserver la capacité d'écoulement des eaux. Toute occupation du sol y est interdite. Dans la zone rouge clair, déjà urbanisée mais très exposée au risque d'inondation, toute nouvelle urbanisation est interdite, mais l'entretien et le renouvellement des installations existantes sont autorisés. Cela concerne une bande dans la partie sud du territoire. Les zones bleues moins exposées mais également urbanisées sont soumises à des restrictions d'urbanisation, de nouvelles constructions pouvant être autorisées sous conditions. La zone verte concerne la partie sud-ouest du territoire, où s'étendent les installations de la Lyonnaise des eaux, qui est peu construite, ainsi que la partie amont de l'île de la Chaussée. L'urbanisation y est interdite pour préserver le champ d’expansion de crue de la Seine.

### Utilisation du territoire
| Type d'occupation           | Pourcentage | Superficie (en hectares) |
| --------------------------- | ----------- | ------------------------ |
| Espace urbain construit     | 61,9 %      | 213,96                   |
| Espace urbain non construit | 9,4 %       | 32,59                    |
| Espace rural                | 28,7 %      | 99,26                    |
| Source : Iaurif             |             |                          |

Le territoire communal est fortement urbanisé, l'espace urbain occupant plus de 71 % de la superficie totale de la commune et l'espace rural moins de 29 %.
L'espace rural comprend notamment 51 hectares de plans d'eau (la Seine et les bassins d'infiltration de la Lyonnaise des eaux).
L'espace urbain construit (213 hectares) est affecté principalement à l'habitat, qui occupe 181 hectares, dont 148 pour l'habitat individuel et 33 pour l'habitat collectif. Le reste est consacré aux activités économiques pour 15 hectares, et aux infrastructures (équipements, transport, chantiers) pour 17 hectares.
L'espace urbain ouvert, constitué par les espaces verts, parcs et jardins, occupe 132 hectares.

### Voies de communication et transport

#### Voies routières
Les communications sont assurées principalement par les routes départementales RD 321 (ancienne RN 311A orientée nord-sud) et RD 121 (orientée est-ouest) qui conduisent aux ponts sur la Seine (pont du Pecq au nord-ouest, pont de Chatou au nord-est et pont du Maréchal-de-Lattre-de-Tassigny au sud.

#### Transports en commun
Sur le plan ferroviaire, la commune est desservie par une station du RER A : « Chatou-Croissy » (située à Chatou). Plusieurs lignes de bus relient Croissy aux gares RER (Chatou Croissy, Le Vésinet Centre, Le Vésinet Le Pecq), et SNCF (Bougival, Louveciennes) proches, ainsi qu'à l'hôpital Mignot et au centre commercial Parly 2 situés au Chesnay.

#### Transports actifs
La commune favorise les transports actifs.
Elle a aménagé l'ensemble des bords de Seine, le parcours étant emprunté par le GR2 au fil de Seine et par la vélo-route, avenue verte Paris-London, réalisant la continuité du parcours qui se poursuit pour le GR2 vers Bougival et Le Pecq et pour la véloroute entre Chatou et Le Pecq.
Elle a réalisé plusieurs piste cyclables, notamment le long de la RD 121 et du chemin de ronde, qui desservent des équipements sportifs et établissements scolaires communaux. En dehors de l'accès au pont de Chatou, la circulation cycliste externe est en revanche limitée par l'absence d'aménagements cyclables sur les communes du Vésinet et de Bougival.

### Climat
Pour des articles plus généraux, voir Climat de l'Île-de-France et Climat des Yvelines.
En 2010, le climat de la commune est de type climat océanique dégradé des plaines du Centre et du Nord, selon une étude du CNRS s'appuyant sur une série de données couvrant la période 1971-2000. En 2020, Météo-France publie une typologie des climats de la France métropolitaine dans laquelle la commune est dans une zone de transition entre le climat océanique et le climat océanique altéré et est dans la région climatique  Sud-ouest du bassin Parisien, caractérisée par une faible pluviométrie, notamment au printemps (120 à 150 mm) et un hiver froid (3,5 °C). 
Pour la période 1971-2000, la température annuelle moyenne est de 11,8 °C, avec une amplitude thermique annuelle de 14,9 °C. Le cumul annuel moyen de précipitations est de 643 mm, avec 10,8 jours de précipitations en janvier et 7,9 jours en juillet. Pour la période 1991-2020, la température moyenne annuelle observée sur la station météorologique la plus proche, située sur la commune de Toussus-le-Noble à 15 km à vol d'oiseau, est de 11,5 °C et le cumul annuel moyen de précipitations est de 677,0 mm,. Pour l'avenir, les paramètres climatiques de la commune estimés pour 2050 selon différents scénarios d'émission de gaz à effet de serre sont consultables sur un site dédié publié par Météo-France en novembre 2022.

## Urbanisme

### Typologie
Au 1er janvier 2024, Croissy-sur-Seine est catégorisée grand centre urbain, selon la nouvelle grille communale de densité à sept niveaux définie par l'Insee en 2022.
Elle appartient à l'unité urbaine de Paris, une agglomération inter-départementale regroupant 407  communes, dont elle est une commune de la banlieue,,. Par ailleurs la commune fait partie de l'aire d'attraction de Paris, dont elle est une commune du pôle principal,. Cette aire regroupe 1 929 communes,.

## Toponymie
Le nom de la localité est attesté sous les formes Cruciacum, Crossiacum, Croceium en 1207 ; Crociacum en 1244, ; Croici en 1475 ; Croissi en 1634 ; Croissi-la-Garenne en 1644 ; Croissy-sous-Chatou vers 1750 ; Croissy-sur-Seine.
Il s'agit d'une formation toponymique gauloise ou gallo-romaine en -(i)acum, suffixe d'origine gauloise locatif à l'origine puis marquant le propriété. Le premier élément Croiss- représente sans doute un anthroponyme selon le cas le plus fréquent. Peut-être faut-il y reconnaître le nom de personne gaulois *Crossus (non attesté, postulé par Crossilius bien attesté). Homonymie avec Crocy, Croissy, Crossac, etc.
Remarque : Michel Roblin a depuis démontré que les noms en -acum pouvaient être dérivé à partir d'un appellatif gallo-roman d'origine latine (ou autre). Dans ce cas, il est possible de reconnaître le gallo-roman CRUCIA « croix » (latin classique crux, crucis), d'où le sens global d'« emplacement de la croix », en référence à une croix érigée par les premiers chrétiens.
Le déterminant complémentaire -sur-Seine se réfère à la Seine, car la rive droite du fleuve longe le territoire communal sur environ cinq kilomètres. Il sert à distinguer la commune des autres Croissy de l'Île-de-France et de Picardie.

## Histoire
Au XIe siècle, la seigneurie de Croissy, qui est relativement pauvre, appartient aux seigneurs de Marly.

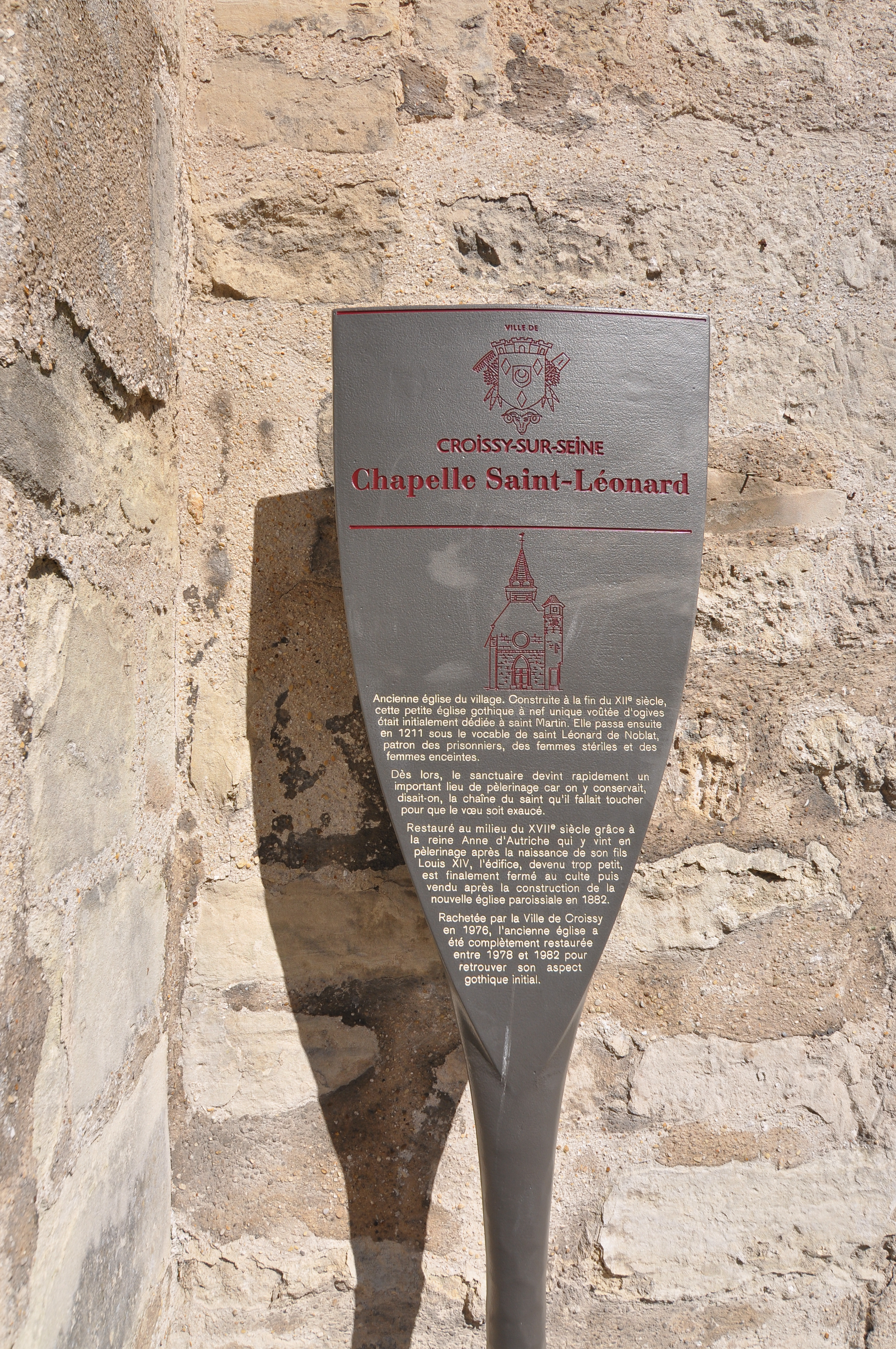
Panneau historique implanté près de l'ancienne chapelle gothique Saint-Léonard, désaffectée au XIXe siècle.

Un cartulaire daté de 1173 fait état de Adam de Croci, seigneur du lieu, qui possédait également des fiefs, des terres, dans les environs de Cernay-la-Ville, Rueil, La Celle. Parmi les seigneurs de Croissy on peut citer : Payen de Croci, Robert de Croci son frère et Ascelina de Croci leur sœur qui envoyaient des marques de dévotion à l'abbaye de Saint-Denis puis Héloïse de Croci citée au XIVe siècle. L'état que Philippe Auguste fait dresser en 1204 des fiefs qu'il réunissait au domaine de la couronne, est que les seigneurs de Croissy étaient de simples hommes de fiefs occupant le dernier rang de la noblesse féodale.
Une église de village, l'actuelle chapelle Saint-Léonard-et-Saint-Martin, est édifiée à partir du XIIIe siècle.
Dans la seconde moitié du XIVe siècle, la seigneurie de Croissy qui relevait jusqu'alors de la vassalité de Neauphle-le-Château devient vassale de Charles Ier de Montmorency vers 1368.
En 1634, Louis XIII acquiert la moitié de la terre de Croissy pour les chasses royales du Vésinet.
Au XVIIe siècle, la navigation sur la Seine s'effectue par le bras qui dessert Rueil et Bougival. Le bras côté Croissy, est un bras mort, encombré de hauts-fonds et d'îlots et bordé de zones inondables. Pour alimenter en abondance les nombreux bassins des jardins et bosquets du château de Versailles, Louis XIV a besoin de beaucoup d’eau, d'où la construction à Bougival d’une machine gigantesque : elle barre la moitié de la Seine avec 14 roues à aubes de 12 mètres de diamètre, qui communiquent leurs mouvements, par un jeu de manivelles, à un énorme système de pompes réparties sur trois niveaux, qui amène l'eau, par l'aqueduc de Louveciennes, jusqu'à Versailles. La réalisation de cet ensemble, considéré alors comme la 8e Merveille du Monde, révolutionne localement la navigation et les bords de Seine. La Machine barrant le bras navigable, il faut aménager le bras mort de Croissy. Le village perd ainsi une quantité importante de terrains en bordure du fleuve.
En 1644, Croissy est achetée par le chevalier François de Patrocles, écuyer principal de la reine Anne d'Autriche.
En 1779, la terre de Croissy passe aux mains du receveur général des finances Jean Chanorier. En 1790, il est le premier maire élu de Croissy.
En 1793, Joséphine de Beauharnais y aurait demeuré dans une maison pour se réfugier pendant la Terreur.
Au XIXe siècle, Croissy, comme sa voisine Chatou et les autres communes des bords de Seine, vit se développer la mode du canotage. Une guinguette péniche amarrée sur l'île de la Chaussée, la Grenouillère, connut un grand succès jusqu'à sa destruction en 1889 par un incendie. Elle fut fréquentée notamment par des peintres impressionnistes, tels que Claude Monet, Auguste Renoir, Alfred Sisley…
Comme la plupart des autres communes de la banlieue parisienne, Croissy fut longtemps une terre de cultures maraîchères, dont les produits, notamment navets, poireaux et carottes, étaient livrés aux Halles de Paris.

## Politique et administration

### Distinctions et labels
En 2008, la commune a reçu le label « Ville Internet @@@@ ».
En 2020 , la commune a reçu le label 1 fleur  "Villes et Villages Fleuris".

## Population et société

### Démographie

#### Évolution démographique
L'évolution du nombre d'habitants est connue à travers les recensements de la population effectués dans la commune depuis 1793. Pour les communes de plus de 10 000 habitants les recensements ont lieu chaque année à la suite d'une enquête par sondage auprès d'un échantillon d'adresses représentant 8 % de leurs logements, contrairement aux autres communes qui ont un recensement réel tous les cinq ans,.

En 2022, la commune comptait 10 580 habitants, en évolution de +7,01 % par rapport à 2016 (Yvelines : +2,72 %, France hors Mayotte : +2,11 %).
| 1793 | 1800 | 1806 | 1821 | 1831 | 1836 | 1841 | 1846 | 1851 |
| ---- | ---- | ---- | ---- | ---- | ---- | ---- | ---- | ---- |
| 357  | 455  | 546  | 485  | 510  | 542  | 535  | 553  | 612  |

| 1856 | 1861 | 1866  | 1872  | 1876  | 1881  | 1886  | 1891  | 1896  |
| ---- | ---- | ----- | ----- | ----- | ----- | ----- | ----- | ----- |
| 664  | 906  | 1 200 | 1 804 | 1 492 | 1 650 | 1 954 | 1 829 | 1 990 |

| 1901  | 1906  | 1911  | 1921  | 1926  | 1931  | 1936  | 1946  | 1954  |
| ----- | ----- | ----- | ----- | ----- | ----- | ----- | ----- | ----- |
| 2 239 | 2 374 | 2 636 | 2 798 | 3 206 | 3 705 | 3 817 | 4 005 | 4 576 |

| 1962  | 1968  | 1975  | 1982  | 1990  | 1999  | 2006   | 2011   | 2016  |
| ----- | ----- | ----- | ----- | ----- | ----- | ------ | ------ | ----- |
| 5 873 | 6 035 | 6 845 | 7 090 | 9 098 | 9 835 | 10 067 | 10 060 | 9 887 |

| 2021   | 2022   | - | - | - | - | - | - | - |
| ------ | ------ | - | - | - | - | - | - | - |
| 10 399 | 10 580 | - | - | - | - | - | - | - |

#### Pyramide des âges
En 2018, le taux de personnes d'un âge inférieur à 30 ans s'élève à 34,1 %, soit en dessous de la moyenne départementale (38 %). À l'inverse, le taux de personnes d'âge supérieur à 60 ans est de 25,9 % la même année, alors qu'il est de 21,7 % au niveau départemental.
En 2018, la commune comptait 4 639 hommes pour 4 963 femmes, soit un taux de 51,69 % de femmes, légèrement supérieur au taux départemental (51,32 %).
Les pyramides des âges de la commune et du département s'établissent comme suit.
| Hommes | Classe d’âge | Femmes |
| ------ | ------------ | ------ |
| 0,6    | 90 ou +      | 2,4    |
| 8,1    | 75-89 ans    | 8,6    |
| 14,8   | 60-74 ans    | 17,4   |
| 23,0   | 45-59 ans    | 22,3   |
| 17,8   | 30-44 ans    | 16,9   |
| 17,4   | 15-29 ans    | 14,7   |
| 18,4   | 0-14 ans     | 17,8   |

| Hommes | Classe d’âge | Femmes |
| ------ | ------------ | ------ |
| 0,6    | 90 ou +      | 1,4    |
| 6      | 75-89 ans    | 7,8    |
| 13,5   | 60-74 ans    | 14,8   |
| 20,7   | 45-59 ans    | 20,1   |
| 19,6   | 30-44 ans    | 19,9   |
| 18,5   | 15-29 ans    | 16,8   |
| 21,2   | 0-14 ans     | 19,2   |

#### Enseignement
- British School of Paris (en), établissement qui suit le cursus anglais. En 2022, 584 élèves y sont scolarisés, de la maternelle au lycée[31].

## Jumelages
Altenglan (Allemagne)

## Économie

### Revenus de la population et fiscalité
En 2010, le revenu fiscal médian par ménage était de 57 747 €, ce qui plaçait Croissy-sur-Seine au 58e rang parmi les 31 525 communes de plus de 39 ménages en métropole.

### Emploi
Le taux de chômage, en 2014, pour la commune s'élève à 6,9 %, un chiffre nettement inférieur à la moyenne nationale (10,4 %).
- Installations de traitement de l'eau potable de la Lyonnaise des eaux.
- Principal centre de recherche des laboratoires Servier.

## Culture locale et patrimoine

### Lieux et monuments

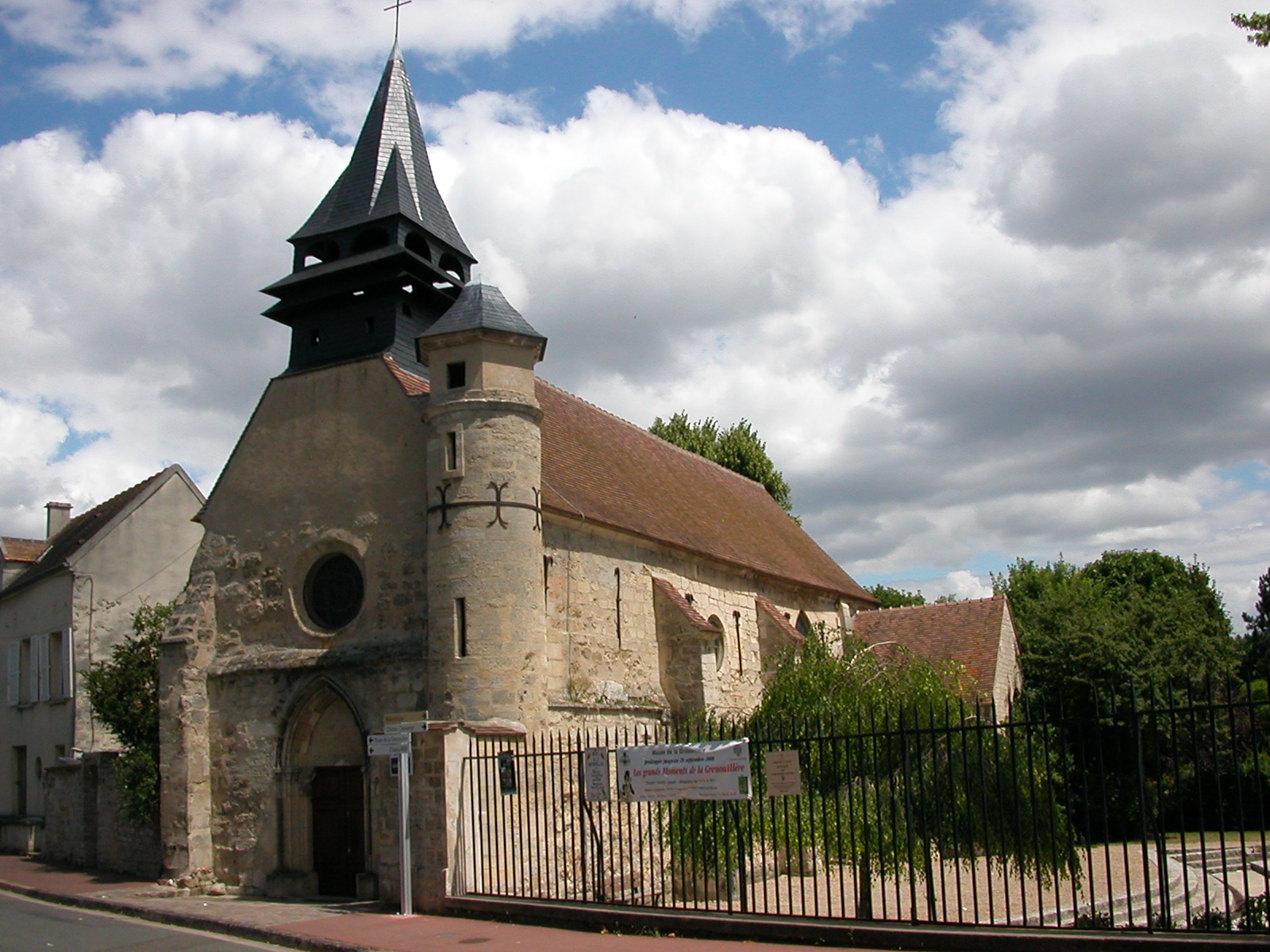
Chapelle Saint-Léonard-et-Saint-Martin.
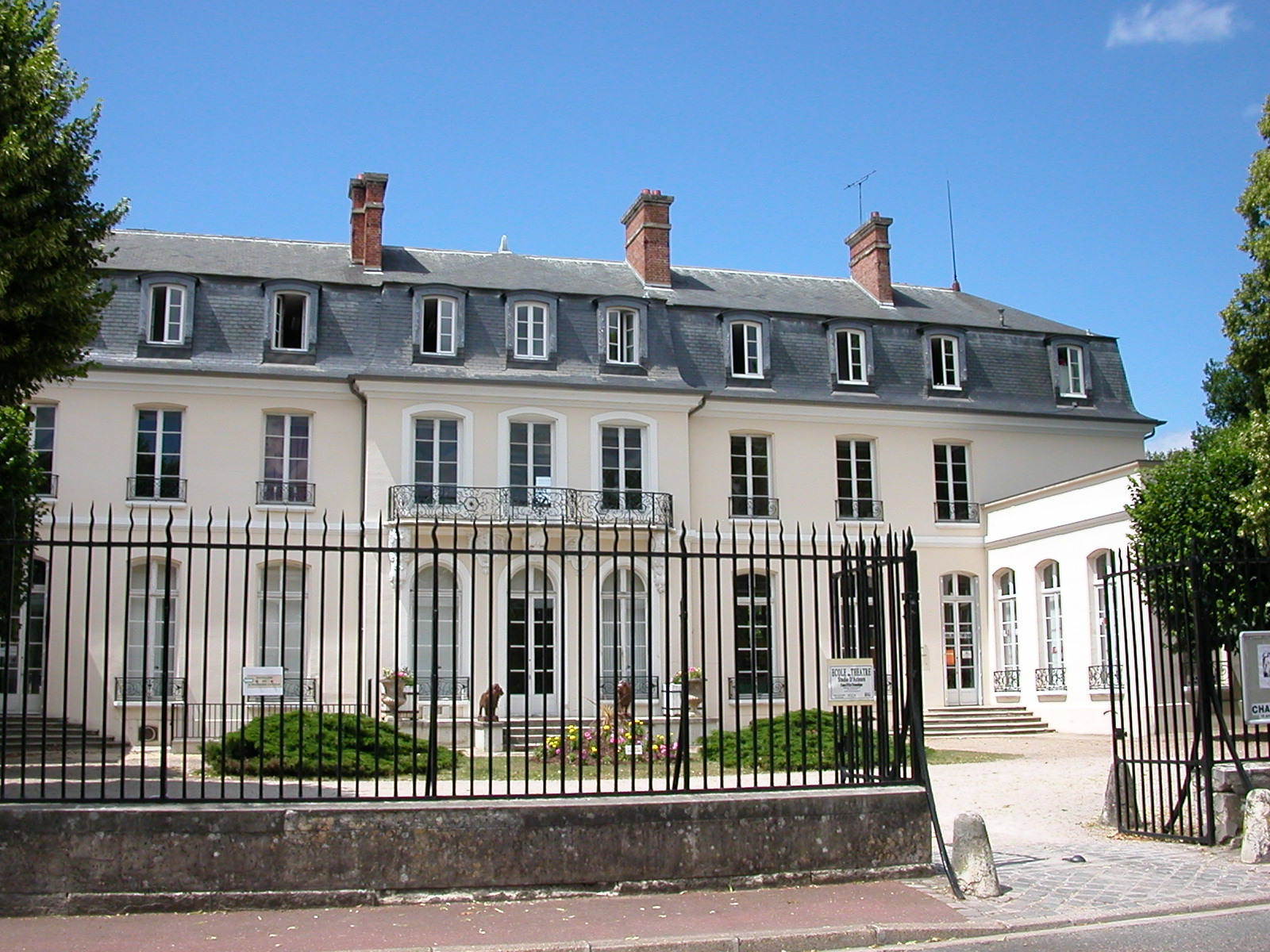
Le château.
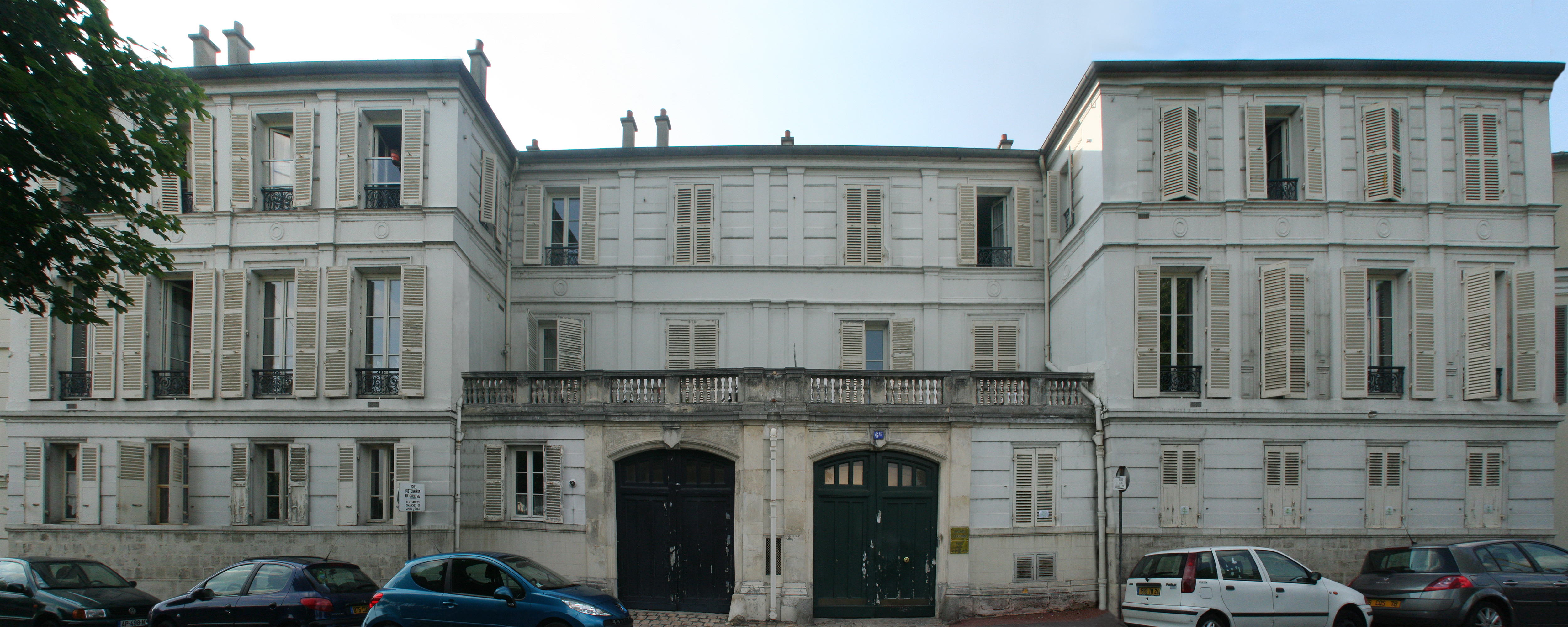
Maison Joséphine.

La commune compte quatre monuments historiques :
- Chapelle Saint-Léonard-et-Saint-Martin, ancienne église paroissiale construite à partir du XIIIe siècle, désaffectée au culte catholique en 1882. Actuellement lieu d'expositions et galerie d'art. Elle a été inscrite par arrêté du 11 juillet 1942[34].
- Château de Croissy, XVIIIe siècle, 12 Grande-Rue. Il a été inscrit par arrêté du 18 juillet 1975[35]. Restauré, il abrite désormais le musée de la Grenouillère, ainsi que le Pavillon de l'Histoire locale[36] (PHL). Le PHL est un petit musée gratuit géré par l'association historique La Mémoire de Croissy. Sa visite permet d'avoir un tour d'horizon sur l’histoire de la ville, les événements, les personnages, les édifices et une évocation de Croissy la maraîchère, reine des Halles de Paris à partir de panneaux illustrés, vitrines, présentation de matériels et d’outillages maraîchers anciens.
- Maison dite de Joséphine de Beauharnais. Cette propriété de l'Assistance Publique construite au milieu du XIXe siècle (à l'emplacement de bâtiments plus anciens) a été préservée et inscrite par arrêté du 22 mai 1974[37].
- Ancienne Maison de charité construite en 1852 grâce au legs du marquis d'Aligre qui a donné son nom à la placette située devant la façade. Elle a été inscrite par arrêté du 7 février 1974[38].

Autres lieux et monuments :
- Église Saint-Léonard, édifice de style néogothique construit en 1882.
- Chemin des Impressionnistes.
- Hôtel particulier de style Louis XIII construit pour l'industriel Ernest Goüin en 1869 au no 2 de la Berge-de-la-Prairie, à l'angle de l’avenue Émile-Augier. Le frère de son gendre et neveu d'Émile Augier, le poète Émile Guiard dit Dargil, y habite après lui. La villa a également appartenu au musicien Jean-Michel Jarre et à l’actrice Charlotte Rampling[39].
- Villa Desmarest, petit château construit en 1857, au no 10 de la Berge-de-la-Prairie, pour Ernest Desmarest, avocat, maire du IXe arrondissement de Paris et « protecteur » d’artistes. Son parc abritait une salle de spectacle bâtie pour ses amis et clients : Céleste Mogador, la cantatrice Pauline Viardot, les compositeurs Gounod, Bizet… La propriété appartient par la suite à Jules Goüin, régent de la Banque de France[39].
- Gibet de Croissy.
- Maison Weill (1966)[40].

### Peinture impressionniste

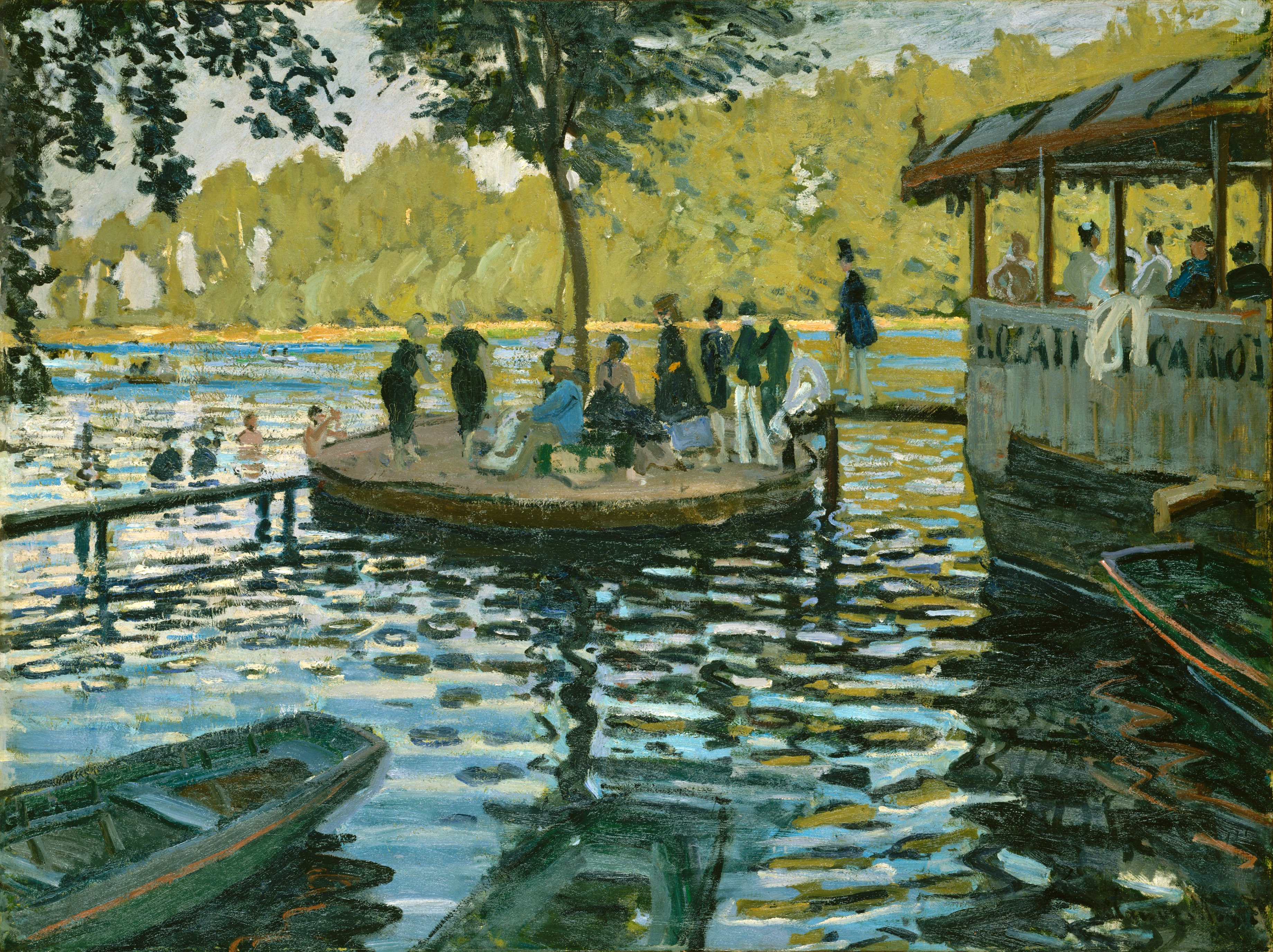
La Grenouillère par Claude Monet, 1869, Metropolitan Museum of Art.

En 2002, pour entretenir l'héritage culturel laissé par les Impressionnistes dans les Yvelines, Croissy-sur-Seine, avec huit autres communes riveraines de la Seine, Carrières-sur-Seine, Chatou, Bougival, Louveciennes, Marly-le-Roi, Le Port-Marly, Le Pecq et Noisy-le-Roi, crèe le label et la structure « Pays des Impressionnistes ».
Le Musée de la Grenouillère, fait revivre le célèbre café-flottant « La Grenouillère » où Claude Monet et Pierre-Auguste Renoir se retrouvent à la fin de l’été 1869 pour y peindre leurs premières toiles impressionnistes. Le musée présente une collection de tableaux, gravures et objets dans une ambiance belle époque et organise des expositions.

### Événements culturels
- La Fête de la carotte , anciennement Féte communale de Croissy puis Fête de la Saint Fiacre. Elle a lieu chaque année le deuxième week-end de septembre. Au programme : retraite aux flambeaux, feu d'artifice, soirée DJ, messe de la Saint-Fiacre, forum des associations, fête foraine, cinéma de plein air…
- Les Fêtes romantiques, organisées chaque année depuis 1999 à la mi-octobre dans le cadre de la chapelle Saint-Léonard, les « fêtes romantiques » proposent concerts, expositions, lectures, master classes, spectacles autour du répertoire musical et littéraire romantique. Concerts et animations pédagogiques sur instruments d'époque.
- Les Fêtes de juin sont devenues un temps fort annuel que seule la météo peut contrarier. En effet, l'esprit même de la manifestation réside dans le plein air, donnant chaque année autour du 21 juin, un avant goût de vacances. D'abord, la fête de la Musique qui investit complètement le centre-ville, puis, le temps d'un week-end, c'est toute une succession d'animations qui fleurissent : mini festival dans l'île, la fête de la Grenouillère avec son ambiance bal musette, canotiers et guinguette...

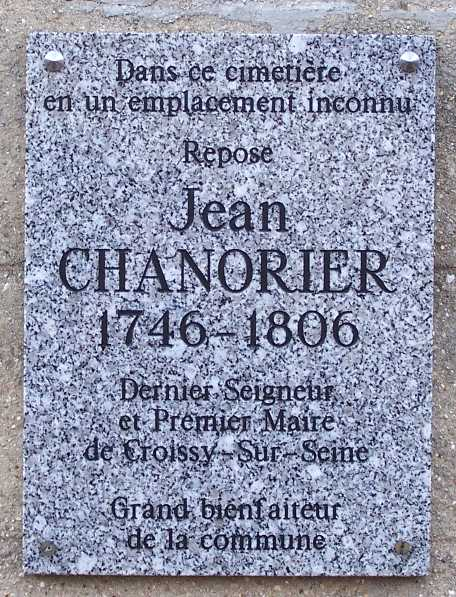
Plaque commémorative de Jean Chanorier au cimetière.
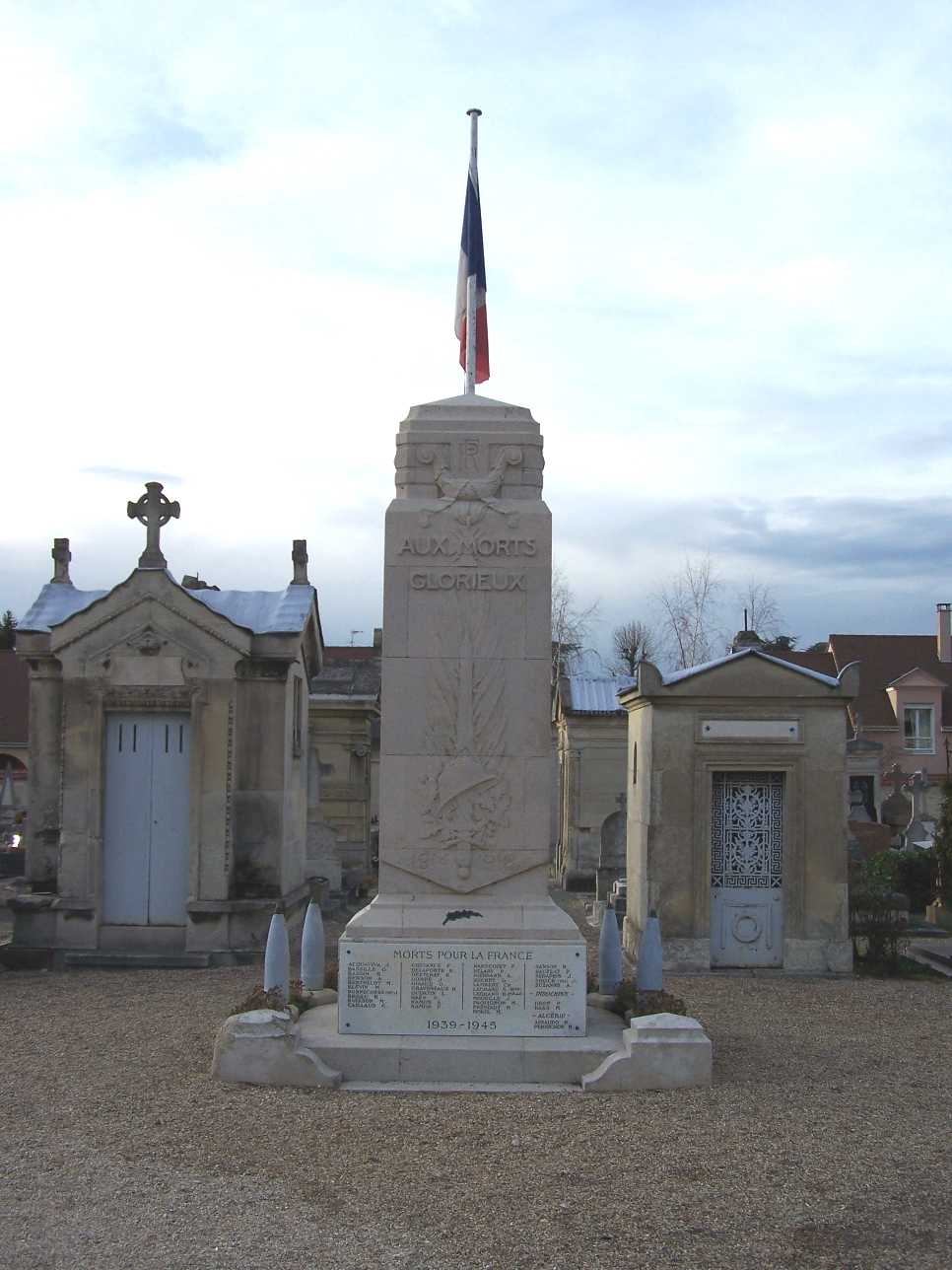
Le monument aux morts au cimetière.

### Croissy-sur-Seine et le cinéma
Croissy-sur-Seine a servi de lieu de tournage à :
- 1991 : L'Opération Corned-Beef de Jean-Marie Poiré (scène du lotissement pavillonnaire : allée des Terres-Neuves) ;
- 2008 : Go Fast d'Olivier Van Hoofstadt ;
- 2012 : Adieu Berthe de Bruno Podalydès ;
- 2017 : À bras ouverts de Philippe de Chauveron (pavillon de la rue Charles-Bemont).

### Personnalités liées à la commune
- Pierre-Jean Mariette (1694-1794), graveur et libraire à Paris, célèbre historien d'art[43].
- Jean Chanorier (1746-1806), receveur général des finances, premier maire de Croissy en 1790, y est mort.
- Paul Barras (1755-1829), conventionnel, membre du Directoire.
- Joséphine de Beauharnais (1763-1814), impératrice des français.
- Étienne d'Aligre (1770-1847), marquis d'Aligre, maire de Croissy, bienfaiteur de la ville (il donne le terrain du cimetière, l'école des filles et celle des garçons - Maison de Charité), bâtisseur de nombreuses maisons.
- Ernest Goüin (1815-1885), industriel.
- Eugène Labiche (1815-1888), dramaturge.
- Émile Augier (1820-1889), auteur dramatique, académicien, y est mort[44].
- Claude Monet (1840-1926), peintre impressionniste.
- Auguste Renoir (1841-1919), peintre impressionniste.
- Anna Dartaux (1844-1887), danseuse et cantatrice, y est morte.
- Paul Déroulède (1846-1914), écrivain, homme politique[45].
- Théophile Poilpot (1848-1915), peintre académique[46].
- Louis Ganderax (1855-1941), écrivain, critique littéraire, y est mort[47].
- Albert Robida (1848-1926), illustrateur, caricaturiste et journaliste, y est inhumé.
- Camille Robida (1880-1938), architecte, fils du précédent, y est inhumé dans un caveau dessiné par lui-même.
- Louis Auguste-Dormeuil (1868-1951).
- Amélie Diéterle (1871-1941), comédienne[48].
- Max Lazard (1875-1953), économiste et sociologue y est né.
- Adolphe Kégresse (1879-1943), ingénieur, y est mort.
- Paul Tirard (1879-1945), haut fonctionnaire, président de la Haute Commission interalliée des territoires rhénans de 1919 à 1930.
- Monna Delza (1882-1921), actrice[49].
- Claudia Victrix (1888-1976), cantatrice et actrice de cinéma[50].
- Roger Henrard (1900-1975), photographe aérien, y est mort[51].
- Pierre Balmain (1914-1982), couturier[52].
- Roger Pierre (1923-2010), comédien et humoriste.
- Anne-Marie Peysson (1935-2015), speakerine, animatrice, chanteuse.
- Daniel Authouart (° 1943), peintre.
- Michel Delpech (1946-2016), chanteur.
- Charlotte Rampling (° 1946), actrice.
- Jean-Michel Jarre (° 1948), compositeur.
- Raí Souza Vieira de Oliveira (° 1965), footballeur, lorsqu'il jouait au Paris-Saint-Germain.
- Jérôme Alonzo (° 1972), footballeur, lorsqu'il jouait au Paris-Saint-Germain.
- Christian Corrêa Dionisio (° 1975), footballeur, lorsqu'il jouait au Paris-Saint-Germain.

## Sports
La commune possédait un club de football américain, les Nighthawks de Croissy-sur-Seine, fondé en 2011 par « une bande de pote » et Tom Legeay, un des fondateurs du club.
Avec plus de 150 licenciés, le club est aujourd'hui engagé en championnat dans 3 catégories d'âge : senior, junior et cadet.
L'équipe senior, championne régionale 2016 évolue actuellement en championnat National D3 et se classe lors de la saison 2016-2017, 27e meilleure équipe française.
Le club déménage à Sartrouville en 2019.